# Callochiton klemi
Callochiton klemi är en blötdjursart som beskrevs av Edwin Ashby 1926. Callochiton klemi ingår i släktet Callochiton och familjen Ischnochitonidae. Inga underarter finns listade i Catalogue of Life.